# محمد رشيد خان
محمد رشيد خان (بالإنجليزية: Muhammad Rashid Khan) هو منافس ألعاب قوى باكستاني، ولد في 26 أكتوبر 1952.

## روابط خارجية
- محمد رشيد خان على موقع أوليمبيديا (الإنجليزية)